# Mutale Nalumango

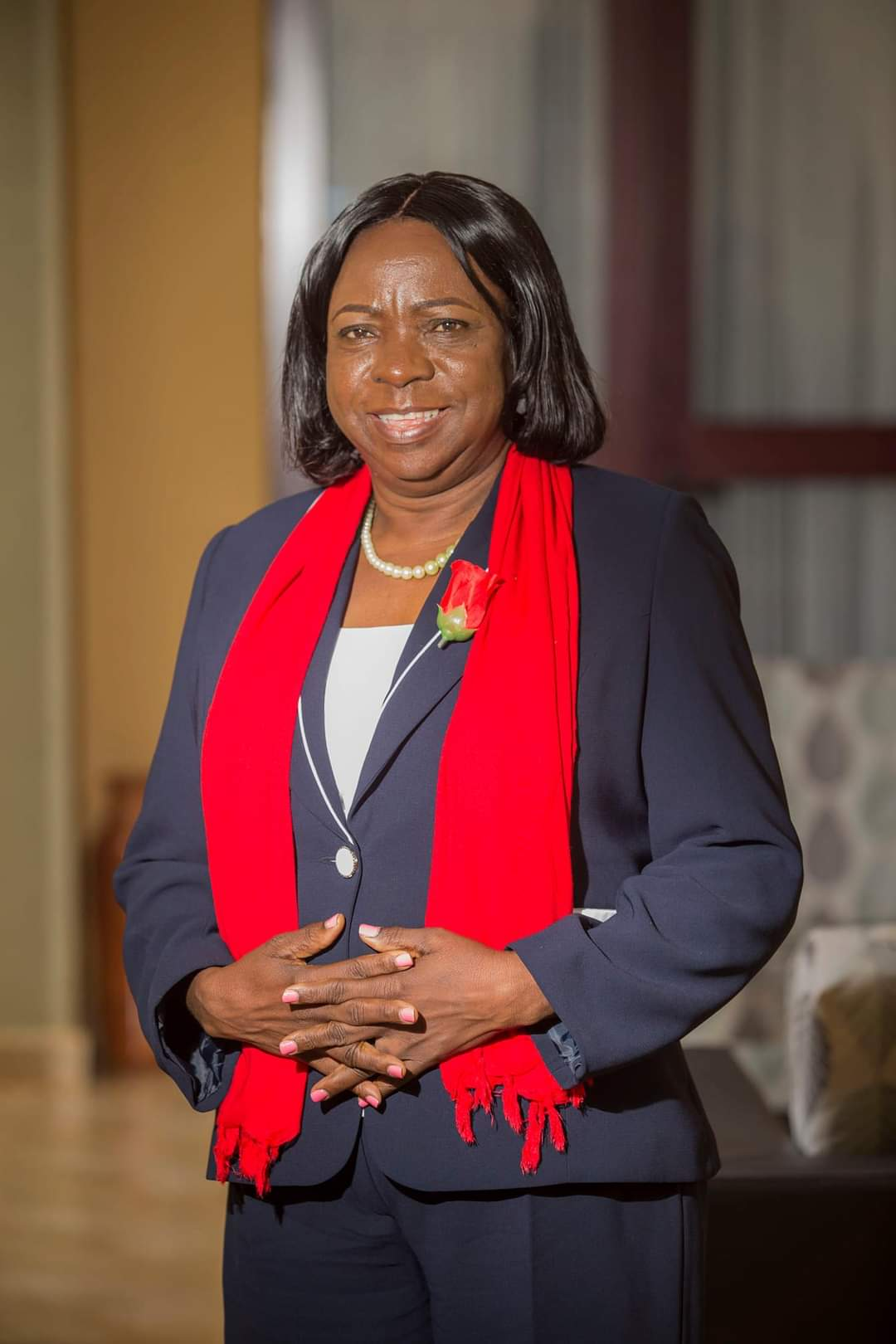
Mutale Nalumango (2020)

Mutale W. K. Nalumango  (* 1. Januar 1955 im heutigen Distrikt Kaputa, damals Föderation von Rhodesien und Njassaland, heute Sambia) ist eine sambische Politikerin und seit dem 24. August 2021 die Vizepräsidentin von Sambia.

## Biografie
Nalumango wurde 1955 noch zur britischen Kolonialzeit geboren und absolvierte eine Ausbildung zur Lehrerin. Zeitweilig war sie Vizepräsidentin der Sekundarschullehrervereinigung von Sambia (Secondary Schools’ Teachers Union of Zambia). Sie wurde politisch aktiv und bei den Wahlen in Sambia 2001 im Wahlkreis Kaputa für das Movement for Multi-Party Democracy (MMD) in die Nationalversammlung, das sambische Parlament, gewählt. Bei den Wahlen 2006 wurde sie erneut gewählt, verlor aber ihren Parlamentssitz bei den Wahlen 2011 wieder. Unter Präsident Levy Mwanawasa amtierte sie als Ministerin für Information und Rundfunk. Im Jahr 2006 wurde sie als erste Frau in der Parlamentsgeschichte Sambias in das Amt des stellvertretenden Parlamentssprechers (Deputy Speaker) gewählt.
Nach der verlorenen Wahl 2011 schloss sich Nalumango im Jahr 2013 der United Party for National Development (UPND) an. Sie wurde die nationale Vorsitzende der UPND-Frauenorganisation. Am 23. Februar 2021 wurde sie Vize-Parteipräsidentin der UPND. Von Kommentatoren wurde die Nominierung der Bemba sprechenden Nalumango als strategischer Versuch gesehen, um zum einen das Wählerpotential der Frauen anzusprechen und zum anderen die tribalistische Verankerung der UPND im Süden Sambias bei den Tonga-Sprechern aufzulockern. Im Vorfeld der anstehenden allgemeinen Wahlen in Sambia wählte sie der UPND-Spitzenkandidat Hakainde Hichilema am 19. Mai 2021 zu seiner Mitbewerberin für das Vizepräsidentenamt. Nach gewonnener Wahl wurde sie am 24. August 2021 als Vizepräsidentin vereidigt.
Nalumango ist seit den 1970ern mit Max Lubinda Nalumango verheiratet und hat zwei Töchter und einen Sohn. Sie ist kirchlich aktiv.